# Simon von Lämmel
Simon von Lämmel (28. srpen 1766 Město Touškov – 18. duben 1845 Vídeň) byl obchodník a bankéř židovského původu, jenž za své služby císaři Františku I. Rakouskému byl povýšen do šlechtického stavu. Během napoleonských válek figuroval jako jeden z hlavních dodavatelů rakouské armády.

## Biografie
Po smrti svého otce se mladý Simon v jednadvaceti letech ujímá obchodního řemesla, přičemž jeho specializací je obchod s vlnou. Zaváděl nové metody v mykání a výrobě vlny, ale také v chovu ovcí. Postupně se vypracoval mezi velké obchodníky s vlnou v habsburské monarchii a později v rakouském císařství. Náležel se svým synem Leopoldem mezi významné peněžníky předbřeznové Prahy.
Na počátku 19. století Lämmel náležel mezi 13 židovských velkoobchodníků, jimž bylo dovoleno bydlet v okrsku povoleným na Starém Městě, dokonce patřil mezi obchodníky, kteří bydleli již za okrskem povoleným.
Lämmel se řadil mezi pragmaticky smýšlející podnikatele, jež směřovali k německé asimilaci resp. k německému liberalismu. Spolu s dalšími židovskými stejně smýšlejícími rodinami (Zdekauer, Lederer, Dormitzer, Epstein, Brandeis) rozjíždí v Praze industrializaci. Rozvoj pražského obchodu, stavebnictví, průmyslu by se bez jejich přičinění těžko nalézal ve stavu na konci 19. století.
Koncem 18. století patřil Lämmel k nejvlivnějším podnikatelům v habsburské monarchii, načež jeho syn Leopold von Lämmel se stal ještě vlivnějším. Simon dovedl ve Francii úspěšně zpeněžit majetek bývalého policejního ministra Fouchého v době, kdy tento žil v Praze v emigraci.
Během napoleonských válek Lämmel vykupoval od francouzských vojsk zajatý materiál, který následně odprodával rakouské armádě s minimálním ziskem. V roce 1805 se mu podařilo odkoupit všechna děla zajatá nepřítelem, čímž ušetřil rakouské armádě minimálně 3,2 milionu zlatých. V neposlední řadě půjčoval císaři velké sumy peněz, a aby se urychlilo stažení francouzských vojsk z Vídně, tak v roce 1809 půjčil císaři veškeré své jmění. Na konci války jej Karel Filip Schwarzenberg jmenoval armádním komisařem.
Simon byl zván k řadě jednání, která souvisela s celní a obchodní politikou monarchie. Podílel se na mnoha bankovních expertizách. Úzké vztahy měl s básníkem a prozaikem Johannem Wolfgangem von Goethem, pro něhož zařizoval bankovních transakce.
Když se v roce 1831 zdráhali dvorní bankéři poskytnou půjčku ve výši 800 000 zlatých, zajistil Simon úvěr sám.
V roce 1832 zapůjčil císaři 480 000 zlatých, v roce 1833 350 000 zlatých a v roce 1835 poskytl 300 000 zlatých.
Nejen za tyto poskytnuté služby vlasti byl povýšen roku 1811 do dědičného šlechtického stavu s predikátem šlechtic Lämmel (Edler von Lämmel), na druhou stranu se mu nepodařilo koupit dům ve Vídni, ale dostal povolení k pobytu ve Vídni, a to až v roce 1813, za podmínky, že bude mít bankovní dům i v Praze, což nebylo vůbec v té době běžné, aby se žid z ghetta přestěhoval do hlavního města, čehož využil a usiloval o zrovnoprávnění židů.

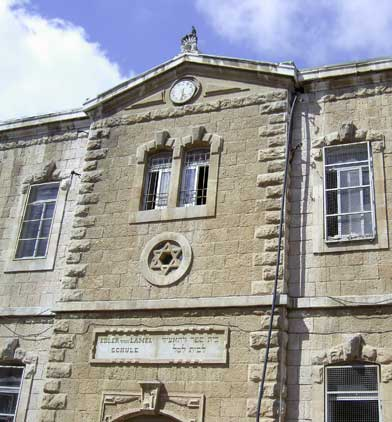
Průčelí někdejší Lemelovy školy v Jeruzalémě. Budova byla postavena z daru Lämmelovy dcery Elize.

Lämmel se přimlouval u dvora za zrušení židovské daně, což se mu hned nepodařilo, ale vyjednal v Čechách její snížení, a dostalo se mu ujištění od císaře, že daň bude zrušena, což se skutečně uskutečnilo za jeho nástupce syna Ferdinanda I. Dobrotivého. Podnikání Simona Lämmela převzal jeho syn Leopold von Lämmel, který pokračoval v tradici svého otce.